# إيزي تاناكا
إيزي تاناكا (باليابانية: 田仲一成؛ بالكانا: たなか いっせい) هو كاتب ومؤرخ ياباني، ولد في 5 نوفمبر 1932 في طوكيو في اليابان.